# Wintzenheim-Kochersberg
Wintzenheim-Kochersberg è un comune francese di 330 abitanti situato nel dipartimento del Basso Reno nella regione del Grand Est.

## Società

### Evoluzione demografica
Abitanti censiti